# Kurt Hauenstein

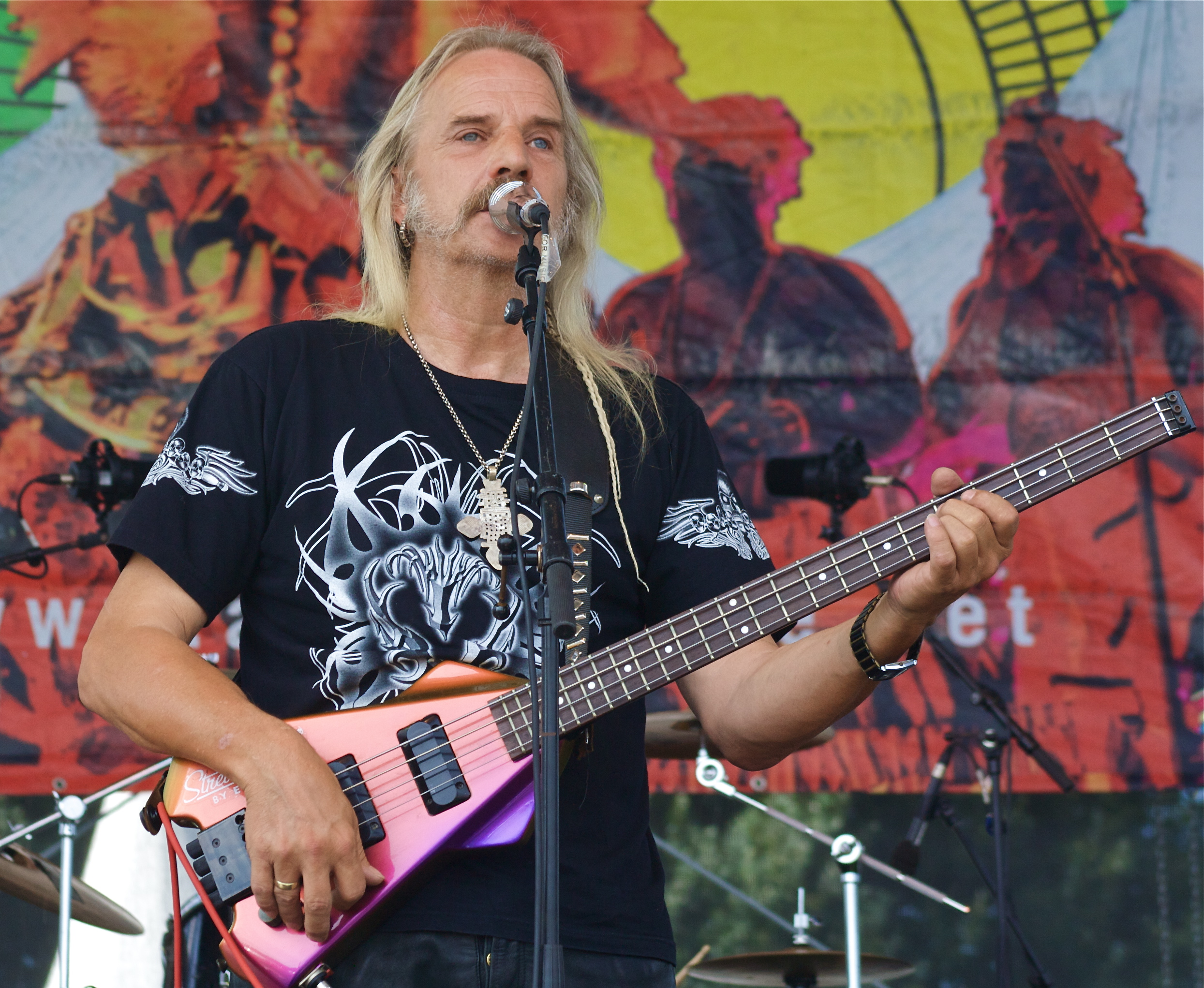
Kurt Hauenstein (2010)

Kurt Johann „Kurtl“ Hauenstein (* 14. Jänner 1949 in Wien; † in der Nacht vom 20. auf den 21. März 2011 ebenda) war ein österreichischer Musiker, vor allem bekannt als Gründer und Inhaber des Musikprojektes Supermax.

## Leben

### Familie
Kurt Hauenstein war der Sohn des Wienerliedertexters und Schriftstellers Hans Hauenstein. Nach eigenen Aussagen hatte Kurt Hauenstein adelige Vorfahren. Da jedoch sein Großvater eine Bürgerliche geheiratet habe, sei diesem der Adelstitel aberkannt worden. Hauenstein hinterließ aus seiner Ehe mit seiner aus Jamaika stammenden Ehefrau Doreen Hauenstein zwei Töchter. Aus seiner späteren elf Jahre dauernden Verbindung mit Betty Onore gibt es ebenfalls zwei Töchter und einen Sohn.

### Beginn in Wien
Kurt Hauenstein wuchs im 2. Wiener Gemeindebezirk, Leopoldstadt, auf und machte vor seiner musikalischen Karriere eine Ausbildung zum Juwelier. 1971 gründete der damals 22-jährige Bassist gemeinsam mit Karl Ratzer, Peter Wolf (dem späteren Keyboarder von Frank Zappa), Jano Stojka und George Dogette die österreichische Rockband Gipsy Love. 1972 verließ Kurt Hauenstein Gipsy Love und wurde von Harri Stojka am Bass ersetzt. Für Harri Stojka und Hauenstein, wie auch für Peter Wolf, war die Band der Ausgangspunkt ihrer späteren Karrieren. Gipsy Love wird wegen ihrer musikalischen Qualitäten und des Einflusses, den die Band auf die Karrieren der beteiligten Musiker hatte, enorme Wichtigkeit für die österreichische Musikszene attestiert.

### Das Projekt Supermax
Nach seinem Ausstieg bei Gipsy Love zog Hauenstein nach Frankfurt am Main, wo er bei diversen Funksessions spielte, sich aber auch schnell einen Ruf als Studiomusiker machte. Gemeinsam mit den ebenfalls aus Österreich stammenden Musikern Christian Kolonovits und Richard Schönherz wurde Hauenstein oft als „First cut“-Player engagiert (einmal einspielen und fertig), womit die Studiokosten der Produzenten erheblich gesenkt werden konnten. Mehr oder weniger gehörte Hauenstein in dieser Zeit zum Inventar der von Fred Schreier in Offenbach betriebenen Europasound Studios. Dort lernte Hauenstein 1976 den Produzenten Frank Farian kennen und wirkte bei dessen selbst produziertem Hit Rocky als Bassist mit. Auch vom Produzenten Bernt Moehrle wurde Hauenstein mehrfach als Bassist gebucht.
Im selben Jahr traf Hauenstein bei einem Aufenthalt in England den in Frankfurt am Main für Bellaphon Records tätigen, aber immer mehr für seine eigene Produktionsfirma Rockoko Productions eigenständig wirkenden Produzenten Peter Hauke, mit dessen Unterstützung im Januar 1977 das erste Supermax-Album Don’t Stop the Music aufgenommen und bei Atlantic veröffentlicht werden konnte. Mit Hauke hatte Hauenstein seinen wichtigsten Förderer gefunden. Hauke hatte bereits vorher mit dem von ihm gegründeten Bellaphon Label Bacillus Records erfolgreich Rockbands wie z. B. Nektar, Omega, Karthago und Jeronimo mit Chart-Platzierungen produziert. Hauke hatte ein Gespür für Hauensteins Ambitionen und war intelligent genug, Hauenstein bei der Realisierung des Supermax-Projektes zumindest musikalisch freie Hand zu lassen.
Der Projektname Supermax hatte übrigens zu keinem Zeitpunkt etwas mit einem von der deutschsprachigen Presse assoziierten Super-Max zu tun, sondern war lediglich eine Abkürzung für supermaximal, eine Steigerung des vor allem in der von Hauenstein oft frequentierten schwarzen Musikszene benutzten Terminus to the max. Dieser Unterschied wurde jedoch von den deutschsprachigen Journalisten weder wahrgenommen noch jemals hinterfragt.
Im November 1977 erschien das zweite Album World of Today, das in Deutschland 1978 mit über 500.000 verkauften Exemplaren Platz 2 der LP-Charts und Platinstatus erreichte. Der Song Lovemachine entwickelte sich zum Discoklassiker und erreichte bereits 1977 Platz 4 in Deutschland, Platz 6 in der Schweiz und Platz 9 in der österreichischen Hitparade. 1978 ging Hauenstein mit einer aus Profimusikern der Frankfurter Musik- und Studioszene formierten Band unter dem Namen Supermax auf eine ausgedehnte Clubtournee mit über 160 Konzerten, die ihn und die Band durch Deutschland, die Niederlande, Italien, Spanien und Belgien führte. Zu Promotionzwecken seiner Alben trat Hauenstein in Ausnahmefällen auch lediglich in Begleitung zweier schwarzer Sängerinnen unter dem Namen Supermax auf, zum Beispiel während einer TV-Show im bulgarischen Sofia, was man als Geburtsstunde seines Erfolges im damaligen Ostblock bezeichnen kann.
Im Jahr 1979 erschien das dritte Album Fly with Me, das es in Deutschland ebenfalls bis auf Platz 9 schaffte, vor allem aber als internationaler Durchbruch für Supermax gilt. Lovemachine wurde im selben Jahr erneut in den Vereinigten Staaten veröffentlicht und landete auf Platz 96 der Billboard Blackcharts. Parallel zum eigenen Projekt Supermax produzierte Kurt Hauenstein die Mädchengruppe Bamboo aus Surinam. Die beiden Sängerinnen hatte er bei einem Aufenthalt in den Vereinigten Staaten kennengelernt.
Im Jahr 1980 erschien das vierte Album, Types of Skin, das die Plattenfirma trotz 230.000 verkaufter Exemplare alleine in Deutschland dennoch als Flop einstufte, da es keine Chartplätze erreichte. Die Alben Meets the Almighty (1981) und Electricity (1983) waren dann auch aufgrund mangelnder Medienpräsenz echte Flops, zumindest gemessen an den Verkaufszahlen der ersten vier Alben.

### Die Band Supermax
Hauenstein hatte es immer wieder auf die Bühne gezogen. Daher ist es nicht verwunderlich, dass er neben dem Projekt auch eine Live-Band als Supermax ins Leben rief. Eine der ersten Besetzungen waren Hans Ochs (Gitarre), Rainer Marz (Gitarre; † 11. April 2016) von der deutschen Band Jeronimo, Brad Howell (Drums), Jürgen Zöller (Drums, 1987–2014 Mitglied von BAP), Peter Koch (Percussion), Thomas Jauer (Bass), Kurt Hauenstein am Mini Moog sowie die Backgroundsängerinnen Cee Cee Cobb und Jean Graham. Thomas Jauer wurde recht bald durch den Bassisten Ken Taylor ersetzt, und für die anstehenden Live-Auftritte wurde der Frankfurter Keyboarder Lothar Krell verpflichtet. Brad Howell war im Umfeld von Frank Farian ein gefragter Arrangeur und Studiomusiker und widmete sich anderen Projekten; u. a. war er später einer der Studiosänger von Milli Vanilli.
Wer sich Disco-Auftritte von Supermax erwartet hatte, wurde zumindest live ziemlich enttäuscht. Von Anfang an waren die Live-Auftritte von Supermax Rockkonzerte mit starkem Reggae-Einfluss. Meist nahmen die Konzertbesucher mit ungläubigem Staunen erst nach mehreren Songs wahr, was sich da auf der Bühne eigentlich abspielte. Statt Discosound harte Drum Beats mit dem alles füllenden Bass von Kurt Hauenstein, von Santana beeinflusste Percussions, schwere Rockgitarren und prägnante Keyboards.
Nachdem Hans Ochs sein Glück suchend die Band in Richtung New York verlassen hatte, stieß der österreichische Gitarrist Hannes Wildner dazu. Er war sicherlich einer der am längsten zur Band gehörenden Live-Musiker von Supermax. Ken Taylor und Lothar Krell dagegen verließen Supermax bereits Anfang 1981 und wurden u. a. mit Robby Musenbichler Gründungsmitglieder der international ziemlich erfolgreichen Band Tokyo mit dem gleichnamigen Hit. Ken Taylor gehörte später zur Stammbesetzung der Band von Peter Maffay. Hauenstein übernahm nach dem Ausscheiden von Taylor selbst die Position des Bassisten, und nach der Südafrika-Tour 1981, auf der aushilfsweise sein alter Freund Christian Kolonovits die Keyboards bediente, verpflichtete Hauenstein als neuen Keyboarder Thomas Schmitt († 29. September 2020) von der Frankfurter Michael Wynn Band. Ebenfalls nach der Südafrika-Tour stieg für Peter Koch erneut Daniel Ford ein, der bereits in der Urbesetzung ein kurzes Debüt an den Congas gegeben hatte, und die Sängerin Jean Graham wurde durch den Sänger Larry London ersetzt.
Die Fluktuation in der Band war vorbestimmt. Da nur sehr wenige Bandmitglieder in die Studio-Produktionen des Supermax-Projekts einbezogen wurden, und wenn, dann lediglich als Studiomusiker abgespeist wurden und daher finanziell kaum vom Erfolg des Supermax-Projekts profitieren konnten, hatten sich im Laufe der Zeit fast alle Musiker aufgrund mangelnder Perspektiven wieder von Supermax bzw. Hauenstein getrennt.
Dazu kam, dass es dauerhaft nicht genügend Auftritts- und damit nicht genügend Verdienstmöglichkeiten für die Bandmitglieder gab. Denn obwohl bei den Besuchern erfolgreich, hatten Supermax-Konzerte nie die gebührende Beachtung der Medien gefunden, da Hauenstein von deutschen und österreichischen Redakteuren als Disco-Maxe schubladisiert und ignoriert wurde. Hauenstein selbst sah sich aber auch als Rock- und Livemusiker – er war tatsächlich ein hervorragender Bassist – und wollte sich nicht von desinformierten und voreingenommenen Interviewern nur auf seine Disco-Hits reduzieren lassen. Aus diesen Gegensätzen entwickelte sich ein äußerst gestörtes Verhältnis zu den damals wichtigen Fernsehmoderatoren und Musikjournalisten, was ihn letztlich seine Publizität als erfolgreichen Livemusiker kostete, zumindest im deutschsprachigen Raum, selbst in seiner Heimat Österreich, obwohl er dort noch immer als Mitglied der legendären Band Gipsy Love bekannt war.

#### Nord-Afrika und Ostblock 1979/1980
Völlig anders war dies im Ausland, vor allem im damaligen Ostblock und in Nordafrika. So wurde Supermax zum Beispiel zum Jahreswechsel 1979/1980 für zwei Konzerte in Tunis engagiert und als Topnachricht in sämtlichen Medien platziert. Außerdem lief ihr Song African Blood permanent alle 30 Minuten im Radio. Nach Aussagen heimischer Musiker haben diese beiden, teilweise frenetisch gefeierten Gigs enormen Einfluss auf die tunesische und die afrikanische Musikszene insgesamt gehabt. Hauenstein wurde danach mehrmals zu Sessions mit afrikanischen Jazzmusikern eingeladen. 1980 durfte Supermax als erste westliche Popgruppe in Jugoslawien, Bulgarien, Ungarn, Rumänien und der Tschechoslowakei sowohl auf der Bühne als auch im Fernsehen auftreten.

#### Südafrika 1981
Im März 1981 war Supermax die erste weiße Band, die bei real existierender Apartheid mit zwei schwarzen Backgroundsängerinnen ohne den bei Konzerten vorgeschriebenen Trennvorhang zwischen weißen und schwarzen Musikern durch Südafrika tourte. Es gibt nur wenig Material über diese Tour.
Erst einen Tag vor Tourbeginn hatte die nationale Anti-Apartheid-Bewegung nach langen Verhandlungen ihren üblichen Boykottaufruf gegenüber ausländischen Künstlern für Supermax aufgehoben. Hauenstein hatte sich zwar nie politisch geäußert, doch schon die einfache Missachtung der Apartheid war Provokation genug. Trotz Warnungen und Morddrohungen aus beiden Lagern (Pro- und Anti-Apartheid) gab es dann 21 Konzerte, bei denen es teilweise zu chaotischen Zuständen kam. In einigen anderen afrikanischen Ländern wurde Hauenstein wegen seiner Umgehung des damaligen Südafrika-Boykotts anschließend mit einem Einreiseverbot belegt.
Hauenstein wurde erst in Südafrika bewusst, worauf er sich eingelassen hatte, nahm die Realisierung der Tour jedoch als persönliche Herausforderung an. Schon die gemeinsame Einreise von Hauenstein und seiner schwarzen, aus Jamaika stammenden Ehefrau Doreen war eine Provokation des Regimes. Angeblich sollen die beiden eines der ersten ausländischen Ehepaare unterschiedlicher Hautfarbe gewesen sein, die zur damaligen Zeit offiziell in Südafrika einreisen durften.

#### DDR-Tour 1983
Im Westen völlig totgeschwiegen und daher unbekannt ist die DDR-Tour vom Februar 1983 in über 20 Städten wie Cottbus, Weimar, Rostock, Suhl, Dresden, Schkopau etc. in vollen Hallen mit jeweils ca. 2000 Besuchern und mehr. Doch trotz hervorragender Resonanz bei den Konzertbesuchern und der für ostdeutsche Verhältnisse hohen Gage war die Tour für die Bandmitglieder kein Geschäft. Die Gage wurde nämlich in Ost-Mark ausgezahlt und durfte außerdem nicht ausgeführt werden. Die Versuche, vor allem die der englischsprachigen Bandmitglieder, sich von der DDR-Gage so weit wie möglich mit technischen Geräten wie Kameras oder mit diversen Antiquitäten einzudecken, scheiterten kläglich. Der Großteil der Tourgage (über 50.000 Ost-Mark) wurde daher gezwungenermaßen an einige wenige Kontaktpersonen in der DDR verteilt, in der vagen Hoffnung, dass das Geld zumindest in dem einen oder anderen Fall in alternative künstlerische Kanäle der DDR fließen würde.

#### Jamaica Reggae Sunsplash Festival 1983
Ebenfalls 1983 wurde Kurt Hauenstein bzw. Supermax vom Tourist-Board in Jamaika eingeladen, als erste Band mit auch weißen Musikern beim renommierten Reggae-Sunsplash-Festival in Montego Bay vor über 40.000 Besuchern aufzutreten. Möglich wurde dies durch die Initiative des Ministeriums, Jamaika als Touristikziel in Europa bekannt zu machen, auch mit Hilfe von Berichten über einen Supermax-Auftritt auf Jamaika in deutschen Medien. Selbst Redakteure des Sterns, der Bildzeitung und einer Jugendzeitschrift haben auf Kosten des Ministeriums den dreiwöchigen Aufenthalt begleitet. Bemerkenswert ist jedoch, dass die Veranstalter des Sunsplash Festivals Hauenstein gar nicht eingeladen haben und ihn auch nicht als Special Guest, sondern lediglich als Opening Act auftreten ließen. Auch ist es sehr verwunderlich, dass die Veranstalter persönlich versucht hatten, sich der Supermax-Anlage beim Abflug durch gefälschte Beschlagnahmungspapiere zu bemächtigen. Auch dass die Crewmitglieder von Supermax im Büro der Veranstalter ausgeraubt wurden, spricht sicherlich nicht dafür, dass Hauenstein mit Supermax im Umfeld der Festivalveranstalter wirklich willkommen war.
Während die Aktion Supermax spielt auf Reggae Sunsplash Festival in Europa als gelungene Promotion für Jamaika sowie für das Label Supermax (das heißt: Kurt Hauenstein) gewertet werden darf, werfen dagegen die Arbeitsbedingungen der Bandmitglieder einen weiteren Schatten auf den sich seit der Südafrika-Tour 1981 gern als avantgardistisch und politisch engagiert gerierenden Hauenstein: Die Musiker wurden mit einer einmaligen Tagesgage von 300 DM abgespeist und mussten sich drei Wochen ohne Einkommensmöglichkeit auf Jamaika in einem aufgrund der damaligen politischen Unruhen bewachten Hotel aufhalten.

### Zeit der Neuorientierung
Nachdem aufgrund der bekannten ablehnenden Art Hauensteins gegenüber Fernsehmoderatoren trotz Bemühens des Managements keine Promotionauftritte im deutschsprachigen Fernsehen mehr möglich waren – in Österreich erhielt Hauenstein sogar Hausverbot – und sich die bisherigen Bandmitglieder aufgrund mangelnder Auftrittsmöglichkeiten bei anderen Projekten engagiert hatten, wurde es ab 1984 still, sowohl um Kurt Hauenstein als auch um die Band Supermax.
Hauenstein produzierte und veröffentlichte mehrere Titel des Supermax-Sängers Larry London unter dem Projektnamen London Aircraft, konnte damit aber keine Chart-Plätze erreichen. Für Falco produzierte Hauenstein den Titel Urban Tropical, die B-Seite von Falcos 1985 veröffentlichtem Welthit Rock Me Amadeus.
Ohne Unterstützung seiner Plattenfirma, die sich inzwischen von Hauenstein getrennt hatte, konnten die beiden 1986 und 1988 unter musikalischer Mitwirkung seines Freundes Kolonovits selbstproduzierten Alben weder in Deutschland noch im Ausland Chartplätze erreichen. Dazu kam, dass die ihm als alleinigem Künstler bisher zugeflossenen Millionen aus den Plattenverkäufen und Lizenzeinnahmen aus Urheberrechten für das Projekt Supermax zwischen den Fingern zerronnen waren. Dass Kurt Hauenstein nicht mittellos wurde, hatte er den inzwischen zwar spärlich, aber immer noch kontinuierlich sprudelnden Einnahmen aus Plattenverkäufen (vor allem seiner Hits auf Samplern im nichteuropäischen Ausland) und daraus resultierenden Urheberrechtslizenzen zu verdanken. Die von einem österreichischen Fernsehmoderator nach der Jahrtausendwende während eines Interviews in den Raum gestellten über 30 Millionen verkauften Tonträger sind allerdings völlig überzogen. Wohlwollend kann man weltweit insgesamt von maximal vier Millionen verkauften Tonträgern ausgehen (ohne Sampler).
Im Jahr 1989 nahm Hauenstein mit alten Weggefährten aus den 1970ern wie den Gitarristen Johan Daansen und Rainer Marz sowie dem Drummer Brad Howell sein inzwischen neuntes Album auf, zusätzlich unterstützt von Curt Cress und José Feliciano. Bemerkenswert dabei ist, dass er auch seinen ersten, inzwischen 2010 verstorbenen Produzenten Peter Hauke erneut für das 1990 unter dem Titel World of Tomorrow erschienene Album gewinnen konnte. Das im legendären Frankfurter Hotline Studio aufgenommene Album verkaufte sich nicht schlecht, konnte aber auch nicht an die erfolgreichen Zeiten Ende der 1970er anknüpfen.
Dennoch konnte Hauenstein wieder mit seiner Band Supermax auf Tour gehen, darunter in Deutschland, Luxemburg, auf den Kanarischen Inseln, aber vor allem im Ostblock, wo Supermax eine eingeschworene Fangemeinde hatte. Aufgrund des Falles der Berliner Mauer im November 1989 musste Hauenstein allerdings seine zum damaligen Zeitpunkt stattfindende Tour in der Sowjetunion abbrechen und konnte in den entstandenen Unruhen in der UdSSR nur mit größter Mühe sich selbst, seine Band und das gesamte Equipment heil nach Deutschland zurückbringen.
Nach weiteren erfolglosen Comebackversuchen verließ Hauenstein 1993 mit seiner Familie enttäuscht Frankfurt am Main in Richtung Gran Canaria und eröffnete dort nach sechs Monaten in Puerto Rico die Diskothek Supermax – MusicWorld. Hauenstein genoss die Sonne und kam anscheinend mit sich selbst ins Reine, ohne Tourstress.
Im Jahr 1995 wurde er allerdings schon wieder musikalisch aktiv. Allein in jenem Jahr veröffentlichte er drei CDs. Dazu kamen verschiedene Projekte, unter anderem auch mit seinem alten Freund Karl Ratzer featuring Chaka Khan. Auch stand Hauenstein bereits 1996 wieder auf der Bühne, unter anderem beim größten Music World Festival in Las Palmas.
Ebenfalls 1996 rief Hauenstein gemeinsam mit den bulgarischen Musikern Konstantin Stoyanov und Yavor Roussinov das Projekt Yaku ins Leben. Auf dem im Januar 1997 veröffentlichten Album Total Immigration präsentierten sie eine Kombination aus bulgarischer Folklore und Dance.
Im Jahr 1997 stellte Hauenstein dann eine komplett neue Liveband zusammen und startete zum 20-jährigen Jubiläum des Supermax-Projektes seine erfolgreiche 20th Anniversary Tour durch den gesamten Osten, die mit einem Privatkonzert in der Diskothek P1 in Wien beendet wurde. Legendär ist das Supermax-Konzert in Sofia mit Hauenstein am Bass/Vocals und den neuen Bandmitgliedern Manolo Guerra (Gitarre), Gerhard Warnung (Gitarre), Ali Tersch (Drums), Edison Tadeu (Percussion), Pedro Uche (Keyboards) sowie den Sängerinnen Cynthia Sarraga und Betty Ann Samper. Außerdem gründete Hauenstein im selben Jahr in Sofia sein eigenes Platten-Label Venus Records.
Hauenstein erkannte seine Affinität zum Osten Europas und machte daher 1998 Bulgarien neben Gran Canaria zu seiner zweiten Heimat. Mit überwältigenden Konzerten in Varna und Burgas spielte sich der dort schon immer beliebte Hauenstein in die Herzen der Nation.
Auf der Suche nach neuen Herausforderungen gab Hauenstein nach sechs Jahren sein Domizil auf den Kanarischen Inseln auf und übersiedelte in die Excalibur City in Tschechien. Sein neuestes Projekt war der Bau einer Konzerthalle und eines Tonstudios unter dem Namen SMX Terminal 2002, die er am Silvesterabend 1999 mit einem sogenannten Millenniumskonzert eröffnete.
Die Jahre 2000 und 2001 widmete Hauenstein ganz seinem Projekt Terminal 2002. Dabei vergrub er sich in den SMX-Studios in Excalibur City und Sofia. Das Album erschien im Dezember 2001. 2002 kümmerte er sich um den Aufbau einer neuen Liveband, aber auch verstärkt um die Vermarktung seiner bisherigen Produkte, unter anderem auch um das Merchandising seiner Marke.
Im Jahr 2003 stand Hauenstein dann mit Supermax wieder auf russischen Bühnen, von St. Petersburg bis Wladiwostok. Außerdem zog er nach Bulgarien und begann mit den Arbeiten zum Projekt YAKU II. In diesem Zusammenhang wurde auch der Soundtrack zu The Land of Flies produziert.

### Rückkehr nach Wien

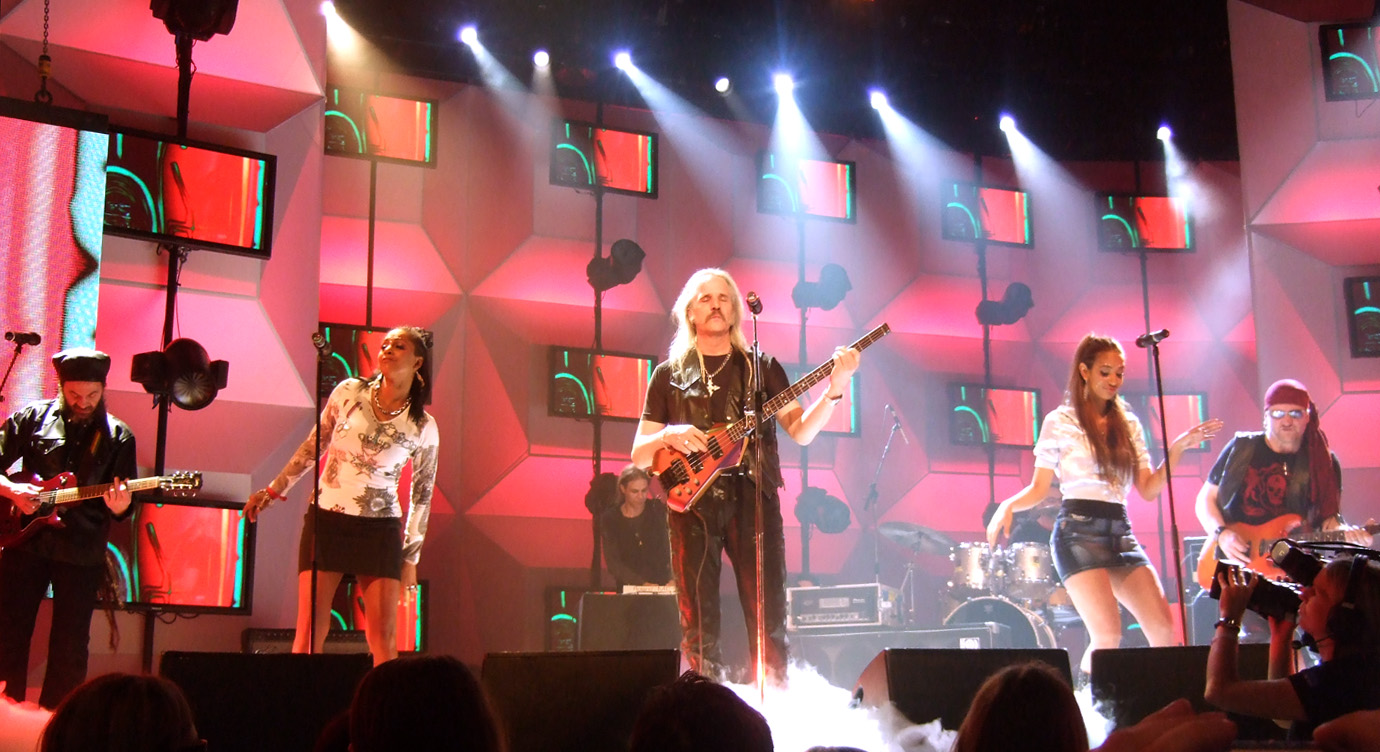
Hauenstein mit Band (Wien 2008)

Im Jahr 2004 veröffentlichte Hauenstein eine neue Maxisingle Let’s Send a Message, einen klassischen Remix seines weltberühmten Superhits Love Machine. Dazu veröffentlichte er eine Supermax-Biographie der Jahre 1977–2004 und tourte wieder mit Band durch Russland mit Konzerten in Moskau, Krasnodar, Wolgograd, Samara, Ufa, Perm, Ekaterinburg und vielen mehr.
Das wichtigste Ereignis des Jahres 2004 war jedoch die Rückkehr in seine Geburtsstadt Wien.

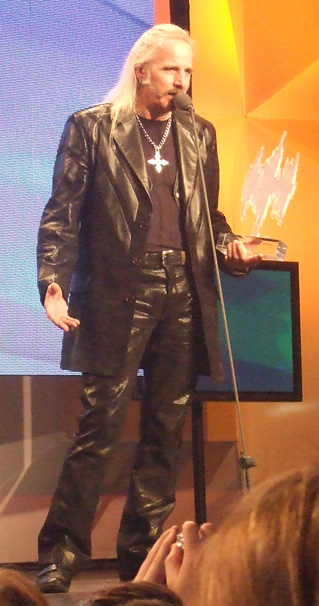
Hauenstein mit dem Amadeus für sein Lebenswerk (2008)

Im Jahr 2005 unterzeichnete Hauenstein bei Universal Music Austria einen neuen Vertrag. Die DVD Rhythm of Soul Vol. 1 – Anthology ’77–’93 erscheint als Start der neuen Zusammenarbeit mit Universal. Bekannt aus dem Jahr ist außerdem sein Projekt Atlantis – das Geheimnis der versunkenen Seele mit Manuel Rigoni und Stefan Tauber.
Im Jahr 2006 traf sich Hauenstein mit dem Soundspezialisten Taliesin. Zusammen kreierten sie einen neuen Supermax-Sound für einige Remixe sowie einen völlig neuen Bühnenauftritt für die geplante Jubiläumstour 2007 The 30th Anniversary Tour. Im Dezember 2006 spielte Hauenstein bereits mit neu formierter Band wieder als Supermax vor 2,5 Millionen Fernsehzuschauern am ersten UNESCO-Friedenskonzert in Colombo, Sri Lanka, dies auf Einladung des UNESCO-Nationalkomitees Sri Lanka, des Sri Lanka Tourist Boards und Dji Dieng Managements.
Anfang 2007 engagierte Kurt Hauenstein ein neues Management für sich. Im Mai spielte er mit Band als Supermax vor mehr als 60.000 Zuschauern bei einem Open-Air-Konzert in Bulgarien. Der Erfolg war so groß, dass die bulgarischen Organisatoren weitere Konzerte ins Auge fassten. Am 30. September 2007 entstanden in der Schweiz weitere Aufnahmen des neuen Doppelalbums in Zusammenarbeit mit Buddha Monk, einem Rapper aus dem Umfeld der Gruppe Wu-Tang Clan.
Im Jahr 2008 nahm Hauenstein zusammen mit Buddha Monk auf Einladung des Gründers und Präsidenten Gery Keszler am Life Ball teil, eine der größten und spektakulärsten jährlichen Wohltätigkeitsveranstaltungen weltweit für an HIV bzw. AIDS erkrankte Menschen.
Ebenfalls 2008 erhielt Hauenstein für sein Lebenswerk den Amadeus Austrian Music Award, den größten österreichischen Musikpreis im Bereich Popmusik. Zusätzlich wurde Hauenstein im selben Jahr mit dem silbernen Verdienstzeichen des Landes Wien ausgezeichnet, eine der bedeutungsvollsten Ehrungen, die zum damaligen Zeitpunkt vom Bundesland Wien ausgegeben wurde. Bereits sein 1989 verstorbener Vater erhielt das goldene Verdienstzeichen des Landes Wien.

### Tod

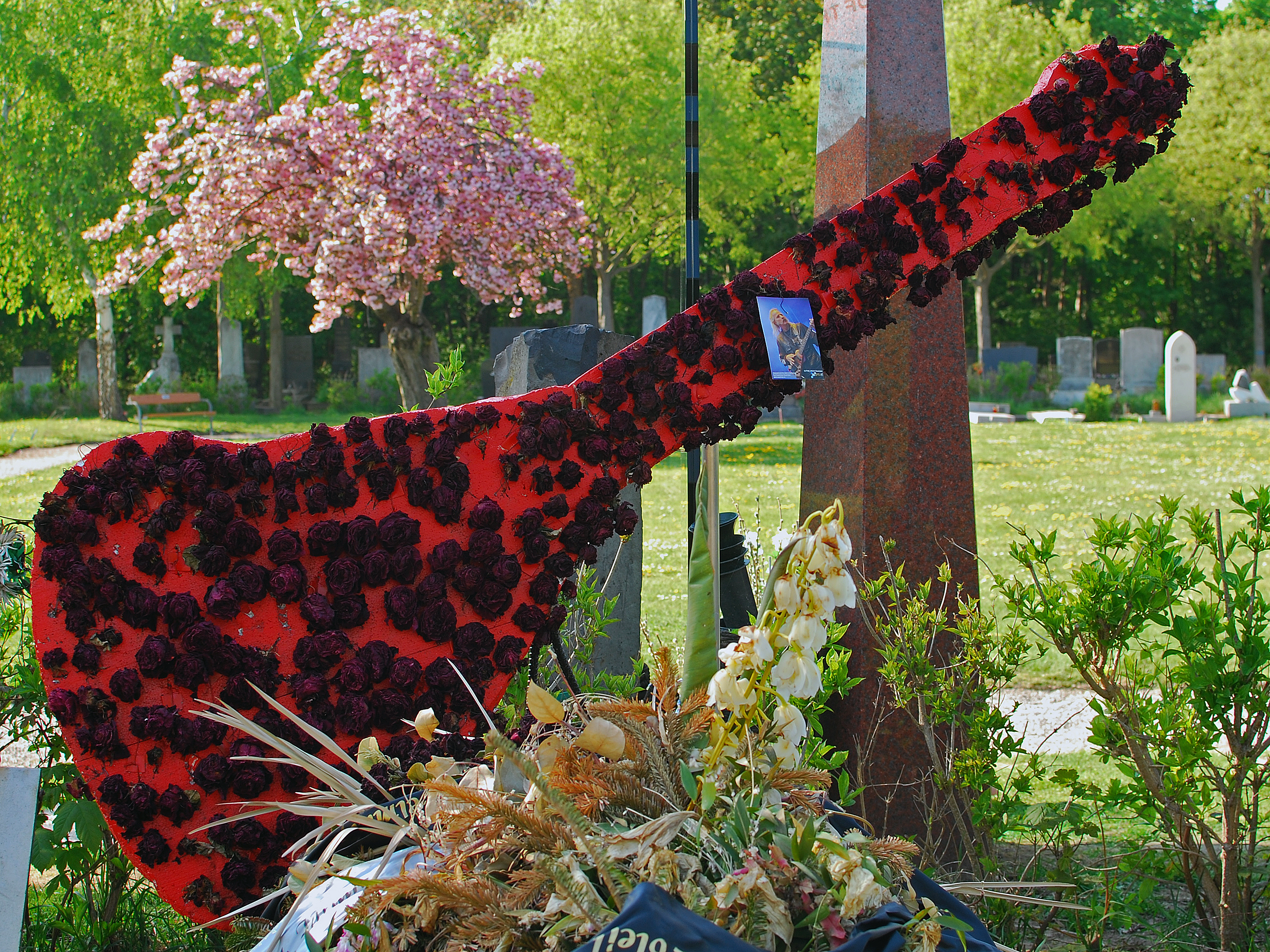
Grab am Zentralfriedhof mit provisorischem Grabschmuck (2011)

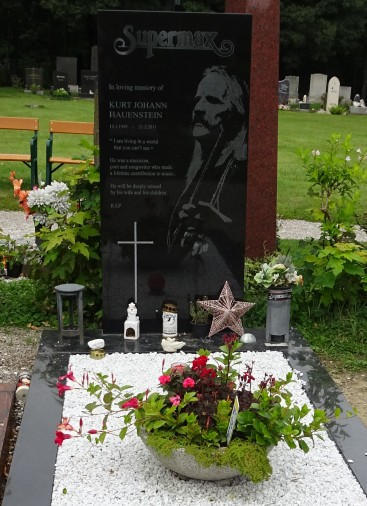
Grabstein von Kurt Hauenstein (2020)

In der Nacht vom 20. auf den 21. März 2011 verstarb Kurt Hauenstein an Herzversagen. Er wurde am 1. April in einem ehrenhalber gewidmeten Grab (Gruppe 40, Reihe 5, Nummer 28)  am Wiener Zentralfriedhof in unmittelbarer Nähe bzw. Kopf an Kopf zu seinem Freund und Musikerlegende Falco beigesetzt. Mehrere hundert Menschen gaben Kurt Hauenstein das letzte Geleit, darunter persönliche Freunde wie die Produzenten Frank Farian und Christian Kolonovits, der eine Rede während der Trauerfeier in der Friedhofskirche zum heiligen Karl Borromäus hielt. Die bis zu seinem Tod bestehende Band erwies Hauenstein am Grab die letzte musikalische Ehre.
Hauenstein besaß eine Vorliebe für Harley-Davidson-Motorräder und war den Hells Angels verbunden. Mitglieder dieser Gruppierung hielten die Totenwache in der Kirche und trugen seinen Sarg zu Grabe.

### Einfluss auf Gesellschaft und Musik
Obwohl Hauenstein den Nimbus besitzt, mit seiner Band Supermax als erste gemischtrassige Band in Südafrika und als erster weißer Musiker auf dem Reggae Sunsplash in Montego Bay aufgetreten zu sein, gibt es keinen Beleg dafür, dass Hauenstein trotz eigener Andeutungen jemals irgendwelche politischen oder gesellschaftlichen Projekte unterstützt hat. Zumindest aus der Zeit, als Hauenstein sich eine solche Unterstützung hätte finanziell erlauben können, sind solche Aktivitäten nicht bekannt. Die Spende der DDR-Gage 1983 war notwendig gewesen, da man sich ansonsten der illegalen Ausfuhr von Ost-Mark strafbar gemacht hätte. Unter Berücksichtigung der 1981 gespannten politischen Situation war allerdings seine Provokation des damaligen Apartheidsystems in Südafrika durch die Auftritte seiner gemischtrassigen Band vor ebenfalls gemischtrassigem Publikum sowie seiner gegen den Willen der Polizei von ihm spontan initiierten Ghettobesuche schon bemerkenswert.
Wesentlich bedeutender als sein politischer Einfluss war jedoch sein Einfluss auf die DJ- und Clubszene. Mit Intros, die manchmal über eine Minute dauerten, waren seine Hits um einiges länger als die üblichen 2:30 Minuten, wurden aber dennoch und trotz Skepsis der eigenen Plattenfirma in den aufkommenden Diskos weltweit ununterbrochen gespielt. Das bisherige Schema, wie ein erfolgreicher Song aufgebaut sein musste, wurde damit von Hauenstein erstmals und erfolgreich unterlaufen. Er wird daher auch als einer der Urväter der Maxi-Single angesehen.

### Interviews mit Kurt Hauenstein
Aufgrund negativer Erfahrungen in den 1970er und 1980er Jahren hat Hauenstein nur sehr wenige deutschsprachige Interviews gegeben. Hier einige der sehr seltenen Interviews, in denen er seine eigene Sicht auf die Geschichte von Supermax ungeschminkt und überraschend offen darstellt:
- 2007: Stefan Trischler: Coverstory der Message Ausgabe Nr. 29
- 2008: TV: Willkommen Österreich Folge 20 Abschnitt 5 (beinhaltet zusätzliches Interview aus den 70ern)
- 2008: Die Presse: Auf einmal war ich der Herr Max
- 2009: Krone.at: Hauenstein im Interview

## Diskografie (Supermax)

### Alben
| Jahr | Titel                    | Höchstplatzierung, Gesamtwochen, AuszeichnungChartplatzierungen (Jahr, Titel, Platzierungen, Wochen, Auszeichnungen, Anmerkungen) | Höchstplatzierung, Gesamtwochen, AuszeichnungChartplatzierungen (Jahr, Titel, Platzierungen, Wochen, Auszeichnungen, Anmerkungen) | Höchstplatzierung, Gesamtwochen, AuszeichnungChartplatzierungen (Jahr, Titel, Platzierungen, Wochen, Auszeichnungen, Anmerkungen) | Anmerkungen |
| Jahr | Titel                    | DE | AT | CH | Anmerkungen |
| ---- | ------------------------ | --- | --- | --- | ----------- |
| 1977 | World of Today           | DE2 Platin · (37 Wo.)DE | AT10 (20 Wo.)AT | — |             |
| 1979 | Fly with Me              | DE9 (19 Wo.)DE | AT13 (16 Wo.)AT | — |             |
| 1992 | Tha Max Is Gonna Kick Ya | — | AT37 (2 Wo.)AT | — |             |

grau schraffiert: keine Chartdaten aus diesem Jahr verfügbar
Weitere Alben
- 1977: Don’t Stop the Music
- 1978: Love Machine
- 1979: Fly with Me
- 1980: Types of Skin
- 1981: Meets the Almighty
- 1982: A Planet Called Earth (als Kurt Hauenstein)
- 1983: Electricity
- 1983: Live – Volume One
- 1986: Something in My Heart
- 1988: Just Before the Nightmare
- 1990: World of Tomorrow – Hansa
- 1992: Tha Max Is Gonna Kick Ya
- 1993: One and All
- 1994: Lovemachine
- 2001: Terminal 2002

### Kompilationen
| Jahr | Titel                              | Höchstplatzierung, Gesamtwochen, AuszeichnungChartplatzierungen (Jahr, Titel, Platzierungen, Wochen, Auszeichnungen, Anmerkungen) | Höchstplatzierung, Gesamtwochen, AuszeichnungChartplatzierungen (Jahr, Titel, Platzierungen, Wochen, Auszeichnungen, Anmerkungen) | Höchstplatzierung, Gesamtwochen, AuszeichnungChartplatzierungen (Jahr, Titel, Platzierungen, Wochen, Auszeichnungen, Anmerkungen) | Anmerkungen |
| Jahr | Titel                              | DE | AT | CH | Anmerkungen |
| ---- | ---------------------------------- | --- | --- | --- | ----------- |
| 2008 | Best Of (30th Anniversary Edition) | — | AT34 (4 Wo.)AT | — |             |

Weitere Kompilationen
- 1982: Supermax Collection
- 1993: The Best Of – Dance Dance Dance
- 1994: The Reggae Album
- 1996: Love Machine
- 1997: 20th Anniversary (2 CDs)
- 2000: Mix Collection 1977–1983
- 2009: The Box (33rd Anniversary Special) – Box mit 10 CDs inkl.:
  - Rhythm of Soul 1
  - Rhythm of Soul 2
  - Reggaesize It 1
  - Reggaesize It 2
  - Save the World
  - Spirits of Africa
  - Cool Love
  - Radical Phonetic
  - Special Remixes
  - Best of Remixes

### Singles
| Jahr | Titel Album            | Höchstplatzierung, Gesamtwochen, AuszeichnungChartplatzierungen (Jahr, Titel, Album, Platzierungen, Wochen, Auszeichnungen, Anmerkungen) | Höchstplatzierung, Gesamtwochen, AuszeichnungChartplatzierungen (Jahr, Titel, Album, Platzierungen, Wochen, Auszeichnungen, Anmerkungen) | Höchstplatzierung, Gesamtwochen, AuszeichnungChartplatzierungen (Jahr, Titel, Album, Platzierungen, Wochen, Auszeichnungen, Anmerkungen) | Anmerkungen |
| Jahr | Titel Album            | DE | AT | CH | Anmerkungen |
| ---- | ---------------------- | --- | --- | --- | ----------- |
| 1978 | Lovemachine (Part 1) – | DE4 (30 Wo.)DE | AT9 (22 Wo.)AT | CH6 (11 Wo.)CH |             |
| 1992 | Back Home –            | — | AT30 (1 Wo.)AT | — |             |
| 2011 | Lovemachine –          | — | AT58 (1 Wo.)AT | — |             |

Weitere Singles
- 1976: Don’t Stop the Music
- 1977: Be What You Are
- 1977: Supermax
- 1977: Camillo
- 1977: World of Today
- 1979: It Ain’t Easy
- 1979: African Blood
- 1980: Ganja Generation
- 1981: Tonight
- 1983: Coconut Reggae
- 1983: Loversnight
- 1983: Future Time
- 1984: Number One in My Heart
- 1986: I Want You
- 1986: Living in Another World
- 1987: Love Machine 88’
- 1988: Just Before the Nightmare
- 1990: User 71 (Just Be What You Wanna Be) (feat. José Feliciano)
- 1990: Nightgroove
- 1991: World of Tomorrow
- 1993: Shine on Me
- 1993: Warriors
- 1998: Love Machine (Secret Diary feat. Supermax)
- 1998: Love Machine (Clubface feat. Supermax)
- 2000: Stop Talking Bull (mit Discotizer)
- 2006: Remaxed Vol. 1 – 30th Anniversary Edition
- 2007: Remaxed Vol. 2 – 30th Anniversary Edition

## Auszeichnungen
- 2008: Amadeus für sein Lebenswerk
- 2008: Silbernes Verdienstzeichen des Landes Wien

## Musikalische Mitwirkung von Hauenstein
- Victor Rockoper (von Richard Schönherz)